# Dietmar Drabek

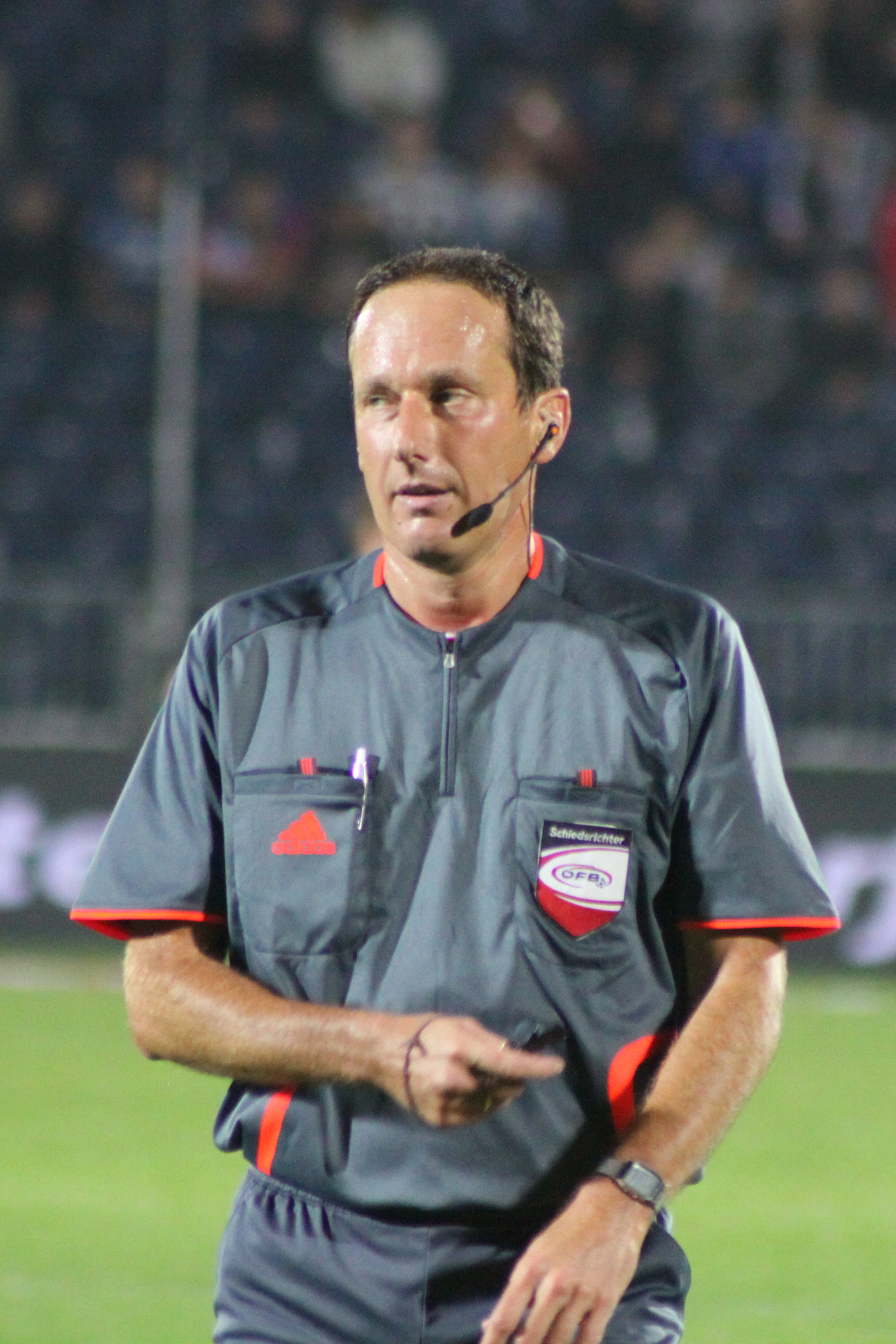
Dietmar Drabek

Dietmar Drabek (Steyr, 30 juni 1965) is een voormalig voetbalscheidsrechter uit Oostenrijk, die actief was op het hoogste niveau. Hij was FIFA-scheidsrechter van 1997 tot en met 2010, en leidde in die hoedanigheid onder meer vriendschappelijke interlands. Vanaf 1994 tot 2011 was hij actief in de Oostenrijkse Bundesliga. Hij leidde de finale van de strijd om de Oostenrijkse voetbalbeker op 23 mei 2004 in Salzburg, waar Grazer AK na strafschoppen (5-4) de beker won ten koste van Austria Wien

## Interlands
| Datum      | Plaats           | Wedstrijd                   | Uitslag | Competitie        | Kreeg geel | Kreeg voor de tweede keer geel en dus rood | Weggestuurd |
| ---------- | ---------------- | --------------------------- | ------- | ----------------- | ---------- | ------------------------------------------ | ----------- |
| 09.06.1999 | Coimbra          | Portugal – Liechtenstein    | 8 – 0   | EK-kwalificatie   | 0          | 0                                          | 0           |
| 09.10.1999 | Riga             | Letland – Noorwegen         | 1 – 2   | EK-kwalificatie   | 1          | 0                                          | 0           |
| 23.02.2000 | Boedapest        | Hongarije – Australië       | 0 – 3   | Vriendschappelijk | 2          | 0                                          | 0           |
| 06.06.2004 | Zürich           | Zwitserland – Liechtenstein | 8 – 0   | Vriendschappelijk | 4          | 0                                          | 0           |
| 16.08.2006 | Uherské Hradiště | Tsjechië – Servië           | 1 – 3   | Vriendschappelijk | 2          | 1                                          | 0           |
| 29.05.2010 | Bischofshofen    | Azerbeidzjan – Macedonië    | 1 – 3   | Vriendschappelijk | 0          | 0                                          | 0           |
| 02.06.2010 | Kufstein         | Polen – Servië              | 0 – 0   | Vriendschappelijk | 3          | 0                                          | 0           |